# 納夫河
納夫河（孟加拉語： Naf NodiIPA：[naf nod̪i]、緬甸語： [naʔ mjɪʔ]、若開語：နတ္ျမစ္ [nɛ́ mràɪʔ]），是緬甸和孟加拉國的界河。
納夫河平均深度128英尺（39），最深可達400英尺（120），在孟加拉吉大港專區的科克斯巴扎爾縣和緬甸若開邦之間流動，最後注入孟加拉灣。
納夫河河口的沙普里島在當地有重要戰略意義，是第一次英緬戰爭的導火線之一。聖馬丁島也位於納夫河河口。
這條河也是羅興亞人逃亡孟加拉國的最方便路線。